# Norops maculiventris
Norops maculiventris este o specie de șopârle din genul Norops, familia Polychrotidae, descrisă de Boulenger 1898. Conform Catalogue of Life specia Norops maculiventris nu are subspecii cunoscute.